# Sandra
Sandra (születési nevén Sandra Ann Lauer, asszonynevén Sandra Cretu, majd Sandra Menges) (Saarbrücken, 1962. május 18. –) német popénekesnő. Az Arabesque trió vezető énekesnőjeként szerzett magának nemzetközi hírnevet. 1985-től szólistaként dolgozik. Rövid időn belül ő lett az első számú német popdíva, s ezt a pozícióját évekig meg tudta őrizni. Szólókarrierjében férje (szintén világhírű alkotó a könnyűzenében), Michael Cretu támogatta: Sandra részt vett a férfi által vezetett zenekar, az Enigma munkájában is. 1995-ben születtek gyermekeik, egy ikerpár: Nikita és Sebastian; a pár Ibizán élt 2007-es válásukig; Sandra új férje 2010 óta Olaf Menges.

## Karrierje

### A kezdetek
Eredeti neve: Sandra Ann Lauer. Francia édesapjának, Robert Lauernek, egy borkereskedése volt Saarbrückenben. Német édesanyja, Karin Lauer egy cipőboltot vezetett. Sandrának volt egy két évvel idősebb bátyja is, Gaston, aki 1995-ben elhunyt. A szülők balett-táncosnak szánták a lányukat, ezért ötéves korától tíz éven át klasszikus balettre járatták, heti kétszer 3 órában. Sandra emellett két évig dzsesszbalettet is tanult. Mindazonáltal nemcsak hogy nem lázadozott szülei akarata ellen, hanem mindig is jó kapcsolatban volt velük. Persze nem titkolta, hogy az éneklés jobban érdekli a táncnál. Ezért tízéves korában szülei megajándékozták egy gitárral. A lányka hamarosan gitárleckéket vett az utcájukban lakó zenetanártól, s megpróbálta kamaszos ábrándjait dalszövegekbe önteni. Szülei nem ellenezték ezt a szabadidős programot, mert Sandra ugyan nem volt kiváló tanuló, de tanulmányi eredményei nem voltak rosszak. 1974-ben a család részt vett a saarbrückeni Tanz im Mai fesztiválon. Sandra ott titokban benevezett egy tehetségkutató versenyre Olivia Newton-John egyik dalával. A szülők igencsak meglepődtek, mikor a fesztivál forgatagában eltűnt lányukat hirtelen a színpadon látták viszont. A meghökkenés csak fokozódott, amikor Sandra megnyerte a versenyt. Néhány hónappal később jelentkezett egy producer, George Roman, aki lemezt szeretett volna készíteni az ifjú üdvöskével. A szülők nem lelkesedtek túlzottan, szerintük a tanulás fontosabb lett volna, de végül beadták a derekukat. 1976-ban jelent meg az Andy mein Freund című kislemez, ami azonban megbukott. Sandra tehát visszatért az iskolapadba, s úgy tűnt, énekesnői karrierje a távoli jövő homályába vész.

### Arabesque
Az Arabesque nevű női trió 1977-ben alakult Frankfurtban. Már első kislemezük, a Hello Mr. Monkey nagy sikert aratott, a távoli Japánban egyenesen a slágerlista élére került. Az Arabesque iránt hirtelen megnőtt az érdeklődés, ám ekkor néhány hónap leforgása alatt a 3 lányból kettő is távozott a trióból. (A pótlásukra érkezett énekesnők sem váltak be.) Egyikőjük azért, mert állapotos lett. Hans Scherer producernek eszébe jutott, hogy nemrég egy tehetséges fiatal lány, egy bizonyos Sandra Ann kislemezét hallotta. Rögvest próbaéneklésre hívta az énekesnőt Frankfurtba. Sandra szülei jobban örültek volna, ha a lányuk inkább a tanulmányaira koncentrált volna. Látván azonban, hogy Sandrának mennyire fontos az éneklés, beleegyeztek a próbaéneklésbe. Megállapodtak abban, hogyha az nem sikerülne, Sandra folytatja a tanulást. Erre azonban nem került sor: a producer annyira elégedett volt a próbaénekléssel, hogy az Arabesque vezető énekesnőjévé tette új felfedezettjét. A trió központi figurája immár Sandra lett, ő énekelte a dalok többségét, s az élő fellépéseken is többnyire ő állt (mozgott) középen. A japán turné miatt a lányoknak intenzíven kellett gyakorolniuk a tánckoreográfiát. Sandra ezért eleinte nap mint nap vonattal ingázott Saarbrücken és Frankfurt között a próbákra, míg végül a producer egy egyszobás lakást bérelt neki. A szülők nehezen váltak meg a lányuktól, aki kezdetben nehezen találta fel magát az új városban. Az Arabesque tagjaként azonban egy idő után megszokta a felpörgetett életmódot. Fellépések, próbák, utazások, interjúk, lemezfelvételek. Utóbbiakra többnyire a frankfurti Europasound Studiosban került sor, ahol Sandra mind gyakrabban futott össze a szomszédos teremben dolgozó Michael Cretuval. A futó ismeretségből szerelem, majd évekkel később házasság lett. Addig azonban az Arabesque végigturnézta fél Európát és a Távol-Keletet, ahol különösen népszerűek voltak. Egyik sláger jött a másik után: City Cats, Marigot Bay, Take Me Don’t Break Me, In For A Penny, Midnight Dancer, Indio Boy stb. A '80-as évek elején azonban már érezhető volt, hogy a sikersorozatnak rövidesen vége, a diszkózene nagy népszerűsége hovatovább a múlté. Sandra kezdett kifelé kacsintgatni a trióból. Cretu segítségével 1984-ben újabb szóló kislemezt adott ki: a Japan ist weit a szintén német Alphaville együttes akkoriban rendkívül népszerű angol nyelvű slágerének (Big In Japan) német változata volt, de nem lett sikeres. A következő évben viszont az Arabesque ténylegesen feloszlott, amiben szerepet játszott Sandra újabb önálló kislemeze, a Maria Magdalena hatalmas sikere.

### A „német Madonna”
A dal óriási európai slágernek bizonyult: 21 országban (!) került a toplista élére, további 5 országban pedig a Top 10-be. S akik azt hitték, Sandra csupán egyslágeres előadó lesz, rövid időn belül csalódtak: az In the Heat of the Night újabb slágernek bizonyult. (Ehhez a dalhoz készült el az énekesnő első videóklipje is.) A szerzeménnyel Sandra részt vett az 1986-os Tokyo Music Festivalon, ahol 2. helyezést ért el. Előtte azonban – még 1985-ben – megjelent első albuma, a The Long Play. A 8 dalt tartalmazó korongról a Little Girl ugyancsak feliratkozott a slágerlistákra. A nemzetközi siker tartósítása érdekében Sandra 6 hónapra Londonba utazott, hogy továbbfejlessze angol nyelvtudását, s egyúttal énekleckéket vegyen Helena Shelennél. A fél év alatt azonban többször visszatért Münchenbe, hogy következő albumán dolgozzon.
1986 októberében került az üzletekbe a Mirrors című LP, amelyről 4 dal került fel a toplistákra Európa-szerte: Innocent Love, Hi! Hi! Hi!, Midnight Man, Loreen. Az album nyitófelvétele, a (Don't Cry) The Breakup of the World a néhány hónappal korábbi csernobili atomkatasztrófa hatására született. A következő évben Sandrának válogatáslemeze jelent meg Ten on One (The Singles) címmel. Voltak, akik azt hitték, ez egyben énekesnői pályája lezárásának tekintendő, de nem így történt. A nagy sikerszámok mellé 2 vadonatúj dal is felkerült a korongra, s mindkettő sláger lett. Az Everlasting Love Sandra gyerekkori kedvenc slágerének feldolgozása, a Stop For A Minute pedig eredetileg a Magyarországon is népszerű krimisorozat, a Tetthely számára íródott. Az angol popzenében akkoriban egyeduralkodónak számító szerző–producer-trió, Stock Aitken Waterman kísérletet tett arra, hogy Sandrát befuttassa Angliában is, ám az Everlasting Love remixe nem lett sikeres a szigetországban. Svédországban és Dél-Afrikában azonban ez a változat is népszerűvé vált.
Sandrát ekkoriban az európai popzene királynőjeként emlegette a média, egyenesen Madonna legfőbb riválisát látták benne. Az énekesnő elismerően nyilatkozott amerikai kolléganőjéről, bár úgy vélte, ő minden téren sokkal visszafogottabb, mint Madonna. 1988. január 7-én Sandra az oltár elé állt Michael Cretuval. Az esküvő lakhelyváltozást is jelentett: addigi székhelyükről, Münchenből – itt volt Cretu saját stúdiója, a Data-Alpha is – Ibiza szigetére költöztek. 1988. június 16-án először lépett fel Magyarországon, a Kisstadionban adott koncertet.
Az újabb nagylemez, az Into a Secret Land némi stílusváltást tükröz a korábbi LP-khez képest, ám a siker ezúttal sem maradt el: az album dalai közül ismét 4 szerzemény került fel a sikerlistákra Európa több országában, s természetesen az LP is igen kelendőnek bizonyult. Az állatbarát énekesnő 1989-ben részt vett az állatok jogaiért küzdő zenei projekt, az Artists United for Nature munkájában olyan világhírű kollégák társaságában, mint Brian May, Harold Faltermeyer és Chaka Khan. A '80-as éveket Sandra Európa egyik legnépszerűbb énekesnőjeként zárta, aki Moszkvában is telt házas koncerteket adott. (A Szovjetunió utódállamaiban az Arabesque is mindmáig nagyon népszerű.)

### A'90-es évektőlnapjainkig
Az új évtized első Sandra-albuma, a Paintings in Yellow már nem volt olyan elsöprő siker, mint az előző LP-k, de persze azért bukásról szó sem volt. A Wishful Thinking együttes Hiroshima című 1978-as felvételének feldolgozása volt a nagylemez legnépszerűbb slágere. Még ugyanabban az évben az Enigma nevű „arctalan” együttes világsikert aratott a Sadeness (Part I) című szerzeménnyel, amely a gregorián zene és a pop párosításából született. Csak a siker fényében derült ki, hogy az Enigma valójában Cretut takarja: felesége, Sandra jellegzetes hangját egyébként a rajongók meglehetősen hamar azonosították. 1990-ben a World Music Awards Monte-Carlóban megrendezett gáláján Sandra a legsikeresebb német énekesnőnek járó díjat vehette át, elsősorban a (Life May Be) A Big Insanity című dal előadásának köszönhetően.
Az Enigma hatalmas népszerűsége miatt csak 1992-ben került sor az énekesnő újabb szólóalbumának elkészítésére. A Close to Seven című nagylemez kevésbé volt tánczene-orientált, mint a korábbi LP-k, ami főleg annak köszönhető, hogy az akkor 30 éves énekesnő végleg le szeretett volna számolni tinilányos imázsával. A Don't Be Agressive című (a Massive Attack Daydreaming c. dalából samplező) kislemez népszerűsége arra engedett következtetni, hogy az arculatváltás sikeres lesz. A következő single, az I Need Love azonban megbukott. Meglehet, talán ez is szerepet játszott abban, hogy az arculatváltásnak Sandra azzal is nyomatékot kívánt adni, hogy meztelenül pózolt a német Playboy számára. Fontosabb esemény volt azonban, hogy 1992-ben Sandra és Cretu sikeres zenei pályafutásuk elismeréseképpen Golden Europe Award díjban részesültek. Ugyanebben az esztendőben egy újabb válogatás is megjelent az énekesnőtől. Ezen új változatban hallható 2 évvel korábbi dala, a Johnny Wanna Live. A felvételhez készült videóklip sokkoló hatást keltett, mert az állatokkal szembeni kegyetlenség elleni tiltakozásul számos megdöbbentő képsort tartalmazott. (A dalt később Sarah Brightman is feldolgozta, nem teljesen véletlenül: akkori férje, Frank Peterson ugyanis aktív résztvevője volt az Enigma munkájának.)
1995 mozgalmas év volt Sandra számára. Megjelent újabb nagylemeze, a Fading Shades, amelyről ismét egy feldolgozás, a Moody Blues Nights In White Satin című örökzöldjének átirata lett különösen népszerű. Mivel Sandra akkoriban már állapotos volt, a következő kislemezhez – Won't Run Away – már nem készült videóklip: ez a popzenében akkoriban a bukás kockázatát jelentette, s ez be is következett. Kárpótlást jelentett viszont, hogy 1995. július 6-án egy müncheni kórházban világra jöttek Sandra ikrei, Nikita és Sebastian. Az anyai örömök mérsékelték szeretett bátyja, Gaston elvesztése miatti fájdalmát (a férfi 35 éves korában, 1995-ben hunyt el). Az énekesnő úgy döntött, hogy néhány évet teljes egészében a családjának szentel.
Hogy ne kerüljön ki teljesen a popzene körforgásából, 1999-ben újabb válogatást adtak ki Sandra dalaiból. Az akkori divatnak megfelelően a dalokat „felturbósították”, az éppen népszerű diszkózenei hangzásnak megfelelően. A dupla CD-n azonban Sandra kedvenc balladái is helyet kaptak. A legnagyobb sikert a Secret Land '99 aratta, melynek klipjében a popdíva rövid hajjal látható. 2000-ben az énekesnő háttérvokált énekelt Andru Donalds Precious Little Diamond című kislemezén. 2002-ben a lelkes rajongók örömmel fogadták az újabb Sandra-nagylemezt, ám a The Wheel of Time végső soron nem váltotta be a hozzá fűzött reményeket. Ugyanabban az évben egy monte-carlói zeneidíj-átadón – ahol ezúttal csak Cretu kapott díjat – Sandra találkozott a népszerű svájci popsztárral, DJ BoBóval. A találkozás eredményét 4 évvel később vehették kézbe a rajongók: a Secrets Of Love című felvétel népszerűnek bizonyult, s Sandra hajlandó volt arra is, hogy a '80-as éveket idéző megjelenésével promotálja a dalt. Annak viszont kevésbé örült, amikor a Virgin Music France egy újabb remix válogatáslemez ötletét vetette fel, hiszen 1999-ben már megjelent egy ilyen lemeze. Végül mégis beleegyezett a dologba, s az album nagy sikernek bizonyult. Furcsamód viszont kislemezt nem adtak ki róla, csak promóciós példányok jelentek meg egyes dalokból. A sikernek köszönhetően viszont 2007 februárjában megjelent Sandra legfrissebb szólólemeze (The Art Of Love), amely nagy érdeklődést keltett. Michael Cretu már semmilyen szerepet nem vállalt az új LP elkészítésében és megjelentetésében. A házaspár 2007 novemberében csendben elvált, de mindketten Ibizán maradtak, ahol új partnereikkel élnek. Sandra 2009-ben bejelentette, hogy még az év folyamán házasságot köt Olaf Menges nevű új barátjával.
2008-ban Sandra nagyszabású európai turnét bonyolított le, amelynek során fellépett Moszkvában, Kazahsztánban, Ukrajnában, Litvániában, a görögországi Athénben és Lengyelországban. Itt egy retrófesztivál egyik fellépője volt olyan, az 1980-as években ismertté vált sztárokkal, mint Kim Wilde, Samantha Fox, Sabrina, Shakin’ Stevens, Limahl és a Modern Talking. A 2008. augusztus 24-én tartott koncertet a sopoti dalfesztivál részeként rendezték meg, és közvetítette a lengyel televízió. Sandra három slágerét énekelte a programban: Maria Magdalena, In the Heat of the Night, Hiroshima. 2009. március 27-én került az üzletekbe a popdíva újabb szólóalbuma, a Back to Life, melyet New Yorkban rögzítettek. Előbb az In a Heartbeat című dal jelent meg róla kislemezen, majd a Modern Talking volt énekesével, Thomas Andersszel készített duett, a The Night Is Still Young.

## Diszkográfia

### Stúdióalbumok
- 1985 The Long Play
- 1986 Mirrors
- 1988 Into a Secret Land
- 1990 Paintings in Yellow
- 1992 Close to Seven
- 1995 Fading Shades
- 2002 The Wheel of Time
- 2007 The Art of Love
- 2009 Back to Life
- 2012 Stay in Touch (deluxe edition)

### Válogatásalbumok
- 1987 Ten on One (The Singles)
- 1988 Everlasting Love
- 1992 18 Greatest Hits
- 1999 My Favourites (dupla CD)
- 2006 Reflections – The Reproduced Hits
- 2007 Reflections – The Reproduced Hits (Special Edition) (3 bónusz felvétellel)
- 2012 Stay in Touch – deluxe edition

### Kislemezek
- 1976 Andy mein Freund / Ich bin noch ein kind (Sandra Ann néven)
- 1984 Japan ist weit / Sekunden
- 1985 Maria Magdalena
- 1985 In the Heat of the Night
- 1985 Little Girl
- 1986 Hi! Hi! Hi!
- 1986 Innocent Love
- 1986 Loreen
- 1987 Midnight Man
- 1987 Everlasting Love
- 1988 Sisters and brothers (Csak Japánban, promóciós kislemezként. B-oldal: Stop For A Minute)
- 1988 Everlasting Love (PWL Hammond mix) (Csak Angliában és az Egyesült Államokban)
- 1988 Stop For a Minute
- 1988 Heaven Can Wait
- 1988 Secret Land
- 1989 We'll Be Together ('89 Remix)
- 1989 Around My Heart
- 1989 La vista de luna (Csak Spanyolországban promóciós maxiként)
- 1990 Hiroshima
- 1990 A Big Insanity
- 1990 One More Night
- 1992 Don't Be Aggressive
- 1992 I Need Love
- 1992 Steady me
- 1992 Johnny Wanna Live
- 1993 Maria Magdalena '93
- 1995 Nights in White Satin
- 1995 Won't Run Away
- 1999 Secret Land '99
- 2001 Forever
- 2002 Such a Shame
- 2002 Forgive Me (Csak promóciós lemez)
- 2002 I Close My Eyes
- 2006 Secrets of Love (duett DJ BoBóval)
- 2006 Everlasting Love 2006 (Csak promóciós lemez)
- 2006 Around My Heart 2006 (Csak Lengyelországban, promóciós lemez)
- 2007 The Way I Am
- 2007 In the Heat of the Night 2007 (digitális kislemez)
- 2007 What Is It about Me
- 2007 All Your Zombies (Csak Lengyelországban, promóciós lemez a rádiósoknak)
- 2009 In a Heartbeat
- 2009 The Night Is Still Young

## Videók, DVD
- 1987 Ten On One (VHS)
- 1992 18 Greatest Hits (VHS)
- 2003 The Complete History (DVD)

### „Hivatalos” oldalak
- "Hivatalos" oldal (Sandra-music.com/de) Archiválva 2019. május 28-i dátummal a Wayback Machine-ben

### Fontosabb rajongói oldalak
- Angol nyelvű rajongói oldal Archiválva 2012. április 28-i dátummal a Wayback Machine-ben
- Német nyelvű oldal

### Adatbázisok
- Discogs: Sandra Discogs: Sandra Cretu Discogs: Sandra Ann Laurer Discogs: Arabesque
- Info oldal